# Elektrisk impedanstomografi
Elektrisk impedanstomografi (EIT) er en metode til at skabe billede ved at sætte elektroder på måleemnet, sende strøm igennem og måle impedansen.
Medicinsk brug at EIT har været udforsket.
EIT kan anvendes i forbindelse med slagtning hvor fedtmarmoreringen kan måles ved at stikke elektroder ind i slagtekroppen.